# Batalla del Paso Motien
La batalla del Paso Motien fue un conflicto menor de la guerra ruso-japonesa, que tuvo lugar el 27 de junio de 1904, entre tropas del Ejército Imperial Japonés bajo el mando del General Kuroki Tamemoto y las del Ejército Imperial ruso al mando del General Conde Fedor Keller, por el control de un paso estratégico entre montañas de la carretera principal que une la costa y Liaoyang, Manchuria.

## Preliminares
El General Conde Fedor Keller había asumido el mando de las fuerzas rusas del este, del General Zasulich, tras la batalla del río Yalu. Su fuerza de 25 000 hombres tomó el Paso de Motien, en medio de la península de Liaodong, en la carretera principal entre Antung (moderna Dandong, China) y Liaoyang.
Keller, un leal amigo del General Alexei Kuropatkin y estudiante del  General Mijaíl Skobelev, observó que la estrategia japonesa era similar a la de la primera guerra chino-japonesa (ya que los tres ejércitos japoneses querían converger en Haicheng, como habían hecho diez años antes). Kuropatin se mostró de acuerdo, y en un esfuerzo por fortificar su posición en Haicheng, inició una serie de complejos y confusos movimientos de tropas para tapar huecos, reales o imaginarios, en su línea defensiva. Keller, entonces debilitado por la pérdida de hombres en la Batalla de Te-li-Ssu, fue forzado a enviar  dos regimientos más a las defensas de Kuropatin en Haicheng.
El 1.er Ejército Japonés, bajo el mando del General Kuroki Tamemoto, estaba estacionado en  Fenghaungshang (moderna Fengheng, provincia de Liaoning, China) del 19 al 25 de junio de 1904 a la espera de aprovisionamientos y refuerzos. Kuroki decidió atacar el 26 de junio, que fue, por coincidencia, el mismo día que el General Keller recibió órdenes del General Kuropatkin de privarse de otro regimiento para enviarlo a apoyar las defensas de Haicheng.
Protegiendo el estratégico Paso Motien, los rusos tenían tres regimientos de infantería, tres baterías de artillería y un regimiento montado de cosacos. Al oeste había un regimiento de infantería de reserva apoyado por una brigada de Cosacos.
Durante la noche del 25 al 26 de junio, una fuerza japonesa se movió a lo largo de un sendero sin vigilancia tras el flanco derecho ruso. Esta fuerza estaba apoyada por ametralladoras Maxim y artillería de montaña. Otro grupo, calzados con sandalias de paja japonesas para enmascarar sus movimientos, se movió alrededor del flanco izquierdo ruso, sin ser detectado.

## La batalla
La batalla se inició a las 5:15 horas del 27 de junio de 1904 con un ataque frontal directo de los japoneses. Este ataque decayó hacia las 7 horas, dado el fuerte fuego de artillería recibido desde las posiciones rusas; sin embargo, hacia las 8 horas, los rusos se encontraron rodeados por los ataques de flanco japoneses. Hacia las 10 de la mañana, las fuerzas rusas se encontraban en completa retirada hacia Hsimucheng (moderna Ximu, provincia de Liaodong, China).

## Consecuencias
Los japoneses ocuparon el Paso Motien el día 30 de junio. Las bajas, por las dos partes, fueron relativamente ligeras, y posteriores comentarios especularon sobre si el General Keller (por otra parte, conocido como competente) abandonó un lugar estratégico y fácilmente defendible habiendo ofrecido muy poca resistencia.

## Listas relacionadas
- Anexo:Batallas del siglo XX